# Зурбаєв Сабір
Сабір Зурбаєв (нар. 1893, тепер Республіка Казахстан — 1970, Гур'євська область, тепер Республіка Казахстан) — радянський казахський діяч, нафтовник, буровий майстер «Емба-нафти» Казахської РСР. Депутат Верховної Ради СРСР 1-го скликання (1937—1946).

## Біографія
У 1911—1925 роках — робітник на нафтових копальнях Доссор, ключник, бурильник, тесля в майстерні механіка.
У 1925—1938 роках — помічник майстра, майстер буріння Макатського нафтопромислового району «Емба-нафти» Казакської АРСР. У 1926 році закінчив Доссорську школу ліквідації неписьменності.
У 1938—1941 роках — директор промислу Доссор Казахської РСР. У 1939 році закінчив 6-місячний курс керівних працівників в Москві. У 1941—1943 роках — начальник канцелярії родовища Доссор. Член ВКП(б).
У 1943—1947 роках — заступник голови виконавчого комітету Макатської районної ради депутатів трудящих; завідувач відділу соціального забезпечення Макатського районного виконавчого комітету Гур'євської області Казахської РСР.
У 1947—1949 роках — заступник директора ГПК Макат. У 1949—1956 роках — начальник відділення, начальник цеху, буровий майстер Ескенського родовища Гур'євської області Казахської РСР.
Потім — на пенсії.

## Нагороди
- орден Леніна
- орден «Знак Пошани»
- медалі